# 4030 Archenhold
4030 Archenhold eller 1984 EO1 är en asteroid i huvudbältet som upptäcktes den 2 mars 1984 av den belgiske astronomen Henri Debehogne vid La Silla-observatoriet. Den är uppkallad efter den tyske astronomen Friedrich S. Archenhold.
Asteroiden har en diameter på ungefär 6 kilometer.